# 배터리파크시티

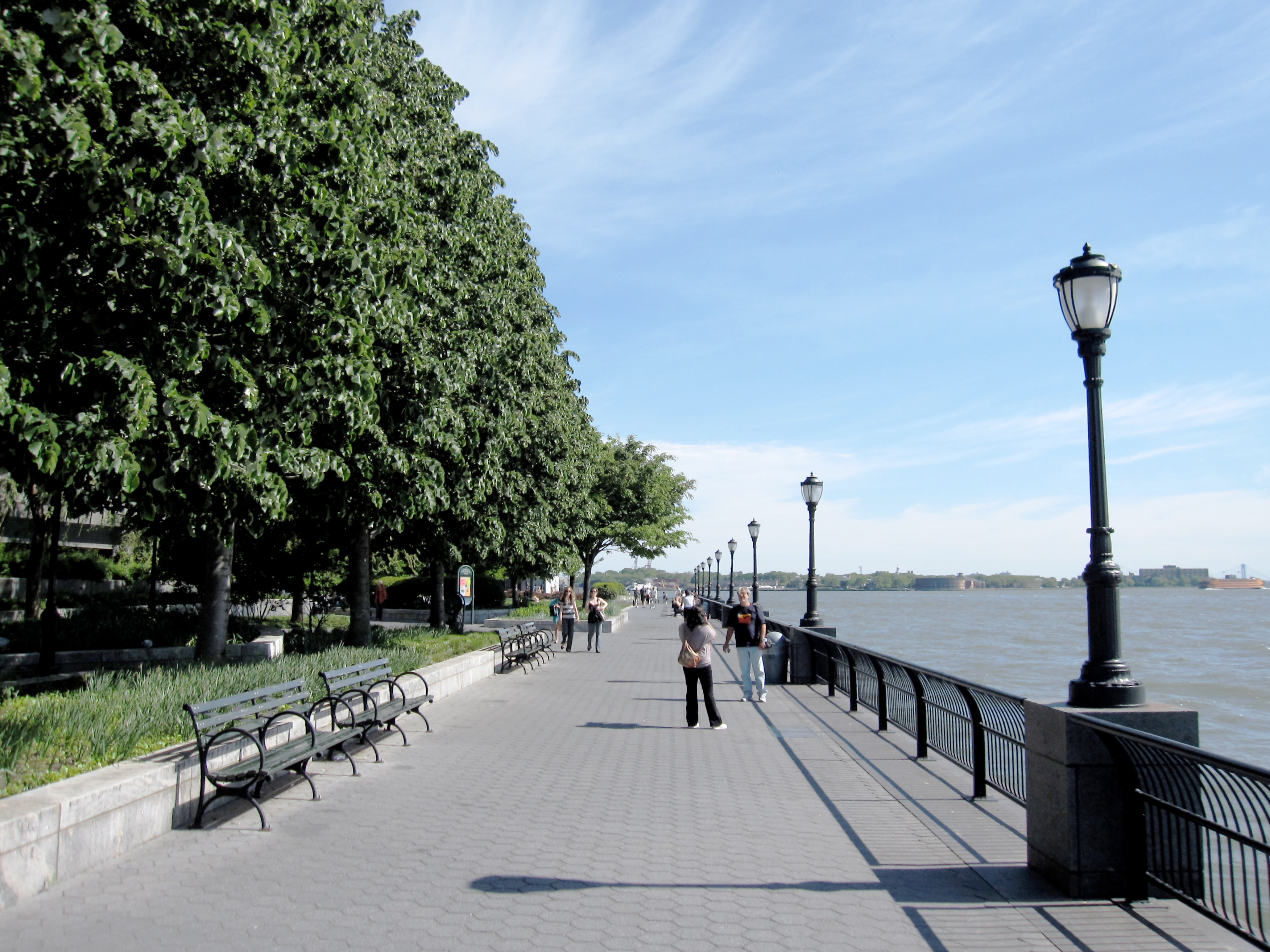
배터리파크시티

배터리파크시티(Battery Park City)는 로어맨해튼 남서쪽에 위치한 계획 지구이다.

## 같이 보기
- 허드슨 리버 파크
- 제이컵 K. 재비츠 컨벤션 센터